# رابرت هانتر موریس
رابرت هانتر موریس (Robert Hunter Morris) (زادهٔ حدود ۱۷۰۰- درگذشتهٔ ۲۷ ژانویه ۱۷۶۴)، شخصیت برجستهٔ حکومتی در پنسیلوانیای استعماری بود که به عنوان فرماندار پنسیلوانیا و رئیس دادگاه عالی نیوجرسی، خدمت کرد.

## اوایل زندگی و تحصیلات
موریس در ۱۷۰۰ در ترنتون، نیوجرسی به‌دنیا آمد. او دومین پسر لوئیس موریس و ایزابل (نام تولد: گراهام) موریس بود و به نام دوست پدرش، فرماندار آینده سرزمین استعماری، رابرت هانتر نام‌گذاری شد. برادر بزرگ‌ترش لوئیس موریس جونیور بود که به عنوان عضو و رئیس مجلس عمومی نیویورک خدمت کرد. پدرش شخصیتی برجسته در زندگی عمومی بود و خدمات مختلفی از جمله ریاست دادگستری نیویورک و هشتمین فرماندار نیوجرسی استعماری، انجام داده‌است.
پدر و مادربزرگ پدری او سارا (با فامیلی پل) موریس و ریچارد موریس بودند که پدربزرگش اصالتاً از مونموت‌شر، ولز بود. پدربزرگ و مادربزرگ او موریسانیا را در ۱۶۷۰ از ساموئل ادسال خریدند و از باربادوس به آنجا نقل مکان کردند. مادر او دختر بزرگ جیمز گراهام بود که به عنوان اولین رئیس مجمع عمومی نیویورک و اولین ضبط‌کننده شهر نیویورک، (افسر شهرداری نیویورک) خدمت کرد. گراهام که در میدلودین، اسکاتلند به‌دنیا آمده بود، نوه جیمز گراهام، اولین دوک مونتروز بود.
او در آن زمان، آنچه را به عنوان «آموزش لیبرال» توصیف می‌شد، دریافت کرد و آموزش‌های بیشتر را از پدرش در زمینه سیاست آموخت.

## حرفه سیاسی
هنگامی که پدرش در ۱۷۳۸ به عنوان فرماندار نیوجرسی انتخاب شد، نام پسرش در فهرست اعضای شورای او نمایان شد. کمتر از یک سال بعد، فرماندار موریس، رابرت را به عنوان رئیس دادگاه عالی استان منصوب کرد. مأموریت او قرار بود «در حین رفتار خوب همیشگی» اجرا شود که با مأموریت دادگاه قبلی، رابرت لتیس هوپر که دورهٔ او برای اجرای «خوشایند سلطنتی» تعیین شده بود، متفاوت بود. دورهٔ او با افزایش وقت-شناسی و کارایی، بارز شد. در ۱۷۴۴ در طول دوره خود، به عضویت مجمع فیلسوفان آمریکا انتخاب شد. پس از یک سفر طولانی به انگلستان در۱۷۴۹، او در ۱۷۵۴ معاون فرماندار پنسیلوانیا شد و در ۱۷۵۵ پس از بازگشت، به عضویت انجمن سلطنتی درآمد.
او از ۱۷۵۴ تا ۱۷۵۶ در طول جنگ فرانسویان و سرخپوستان، به عنوان معاون فرماندار خدمت کرد. (از فرمانداران اولیه پنسیلوانیا به عنوان «معاون فرماندار» یاد می‌شد، زیرا توماس پن که در انگلستان زندگی می‌کرد، «فرماندار» رسمی و همچنین یکی از مالکان این استان به همراه برادرش ریچارد پن بود). او اغلب با مجمع بر سر پیشنهادهایی مبنی بر تزریق پول کاغذی برای تأمین بودجه جنگ درگیر می‌شد. در بهار ۱۷۵۶، موریس مهمانی‌های داوطلبانهٔ اسکالپینگ را اعلام کرد. به گفته جیمز همیلتون، مشاور موریس؛ مهمانی‌های اسکالپینگ، «تنها راه پاکسازی مرز ما از وحشی‌ها» بود. او عموی لوئیس موریس، نمایندهٔ کنگره از نیویورک بود.
در نیمه دوم ۱۷۵۵، رقابت میان مالکان مستعمره پنسیلوانیا (خانواده پن) و مجلس پنسیلوانیا به دوئل میان موریس و بنجامین فرانکلین تبدیل شد. موضوع اصلی اختلاف، امتناع قاطعانه پن‌ها از اعمال هرگونه مالیات بر زمین‌های خود، حتی برای دفاع از استان در پنسیلوانیا بود. در طول تابستان و پاییز ۱۷۵۵، در حالی که مرزها می‌سوخت و شهرک نشینان برای نجات جان خود از حملات سرخ‌پوستانِ دوست فرانسه، فرار می‌کردند، مالکان و مجلس در بن‌بست قانون‌گذاری قرارگرفتند. موریس از مالکان دفاع کرد و فرانکلین برای مردم پنسیلوانیا سخنرانی کرد.
در اواخر ژوئیه ۱۷۵۵، پس از شکست سرلشکر ادوارد برادوک توسط سربازان فرانسوی و بومیان آمریکا در نزدیکی فورت دوکسن در غرب پنسیلوانیا، مجمع اجازه داد، ۵۰ هزار پوند برای دفاع از استان هزینه شود. برای جمع‌آوری این پول، مجلس مالیات بر دارایی را تصویب کرد که بر تمام اموال غیرمنقول و شخصی در استان اعمال می‌شد. موریس لایحهٔ مالیاتی را با پیشنهادهایی برای اصلاح، رد کرد که املاک اختصاصی را معاف می‌کرد.
فرانکلین پیش‌نویس پاسخ مجمع را آماده کرد که اصل کلام این بود که مالیات بر املاک اختصاصی، همراه با تمام املاک دیگر در استان، «کاملاً منصفانه و عادلانه» بود. در نهایت، موریس اعتراف کرد که شرایط کمیسیون او را از پذیرش هرگونه اقدام بر دارایی‌های اختصاصی که منجر به پرداخت مالیات می‌شد، منع می‌کرد. این امر فرانکلین را بر آن داشت تا موریس را دور بزند و خود مذاکره با مالکان را به عهده بگیرد که منجر به انتقال فرانکلین به لندن در ۱۷۵۷ شد برای اینکه مجمع، در اختلاف با مالکان، بحث کند.
در سال ۱۷۵۶، موریس از مأموریت خود به عنوان رئیس دادگستری استعفا داد (که پذیرفته نشد) و سفر طولانی دیگری به انگلستان انجام داد. ویلیام آینزلی در زمان غیبت او به عنوان رئیس دادگاه منصوب شد. وقتی موریس در ۱۷۶۰ برگشت، ادعا کرد که هنوز رئیس دادگاه است، به این دلیل که استعفا او هرگز به‌طور رسمی پذیرفته نشده‌است. از آن جاییکه آینزلی مُرده بود و موریس بهترین فرد موجود برای پُر کردن این سمت بود، او مجدد برگزیده شد و تا زمان مرگ خود در ۱۷۶۴ در این سمت خدمت کرد.

## زندگی شخصی
موریس با الیزابت استاگدل (۱۶۷۳–۱۷۵۲) ازدواج کرد. آن‌ها باهم والدین فرزندان زیر بودند:
- رابرت موریس (۱۷۴۵–۱۸۱۵) یک قاضی برجسته که با توماس جفرسون در ارتباط بود.[۱۲][۱۳]
- ماری موریس (۱۷۴۶–۱۸۳۱) که در ۱۷۶۵ با  جیمز باکز یک جراح که نیویورک را برای نوا اسکوتیا در طول انقلاب ترک کرد، ازدواج کرد.[۱۴]

موریس در ۲۷ ژانویه ۱۷۶۴ در شروزبری، نیوجرسی فوت کرد.